# Rose Rey-Duzil
Pour les articles homonymes, voir Rey.
Rose Rey-Duzil (née au Havre (France) le 28 décembre 1895 et morte à Montréal (Canada) le 2 janvier 1981 à 85 ans) est une comédienne québécoise.

## Biographie
Rose Rey-Duzil est née Rose Louise Léonia Déchaux dans la ville du Havre en France le 28 décembre 1895.
Elle arrive au Québec en 1915 et obtient son premier rôle au Nationscope dans la pièce le Lycée poulardin, aux côtés d'une grande vedette de l'époque : Juliette Béliveau. Elle joua ensuite dans tous les théâtres de Montréal : Nouveautés, Chanteclerc (le futur Stella), au Canadien français, au Saint-Denis, etc. 
Fort belle, elle jouait les jeunes premières et les femmes fatales, ainsi que des rôles de tragédiennes. L'un de ses grands rôles, la Dame aux camélias et l'un de ses préférés, la Femme X. 
Elle fit ses débuts à la radio chez CKAC, et grâce à Paul L'Anglais, elle chanta Mon Homme en anglais. Après, elle fut de tous les feuilletons radiophoniques de Radio-Canada, CKAC et autres. 
Faisant partie de la troupe de théâtre d'Henry Deyglun, elle se tourna par la suite vers les rôles de compositions : les tantes acariâtres, les vieilles filles au mauvais caractère ou à l'allure pittoresque.